# Station Adelebsen
Station Adelebsen (Bahnhof Adelebsen) is een spoorwegstation in de Duitse plaats Adelebsen, in de deelstaat Nedersaksen. Het station ligt aan de spoorlijn Göttingen - Bodenfelde en werd op 15 augustus 1910 geopend.

## Indeling
Het station heeft twee zijperrons, één daarvan ligt tussen de sporen. Dit perron is te bereiken via een overpad vanaf het andere zijperron. De perrons zijn niet overkapt maar voorzien van abri's. Het station is te bereiken vanaf de straat Ladestraße, in deze straat bevindt zich ook een bushalte. Langs het perron staat ook het voormalige stationsgebouw, die niet meer gebruikt wordt.

## Verbindingen
De volgende treinserie doet het station Adelebsen aan:
| Serie | Treinsoort                  | Route                                                                                           | Bijzonderheden                                                                       |
| ----- | --------------------------- | ----------------------------------------------------------------------------------------------- | ------------------------------------------------------------------------------------ |
| RB 85 | Regionalbahn (NordWestBahn) | Ottbergen – Lauenförde-Beverungen – Bodenfelde – Offensen (Kr Northeim) – Adelebsen – Göttingen | Oberweser-Bahn eenmaal per twee uur in het weekend, gekoppeld in Ottbergen aan RB 84 |